# Халед Мохаммед
Халед Мохаммед (араб. خالد محمد, нар. 7 червня 2000, Доха) — катарський футболіст, півзахисник клубу «Аль-Духаїль», який грає в оренді за клуб «Аль-Аглі» (Доха). Відомий за виступами за низку катарських клубів, а також молодіжну збірну Катару. Залучався до національної збірної Катару футболу, у складі збірної — володар Кубка Азії 2019 року.

## Клубна кар'єра
Народився 7 червня 2000 року в місті Доха. Вихованець футбольної школи клубу «Лідс Юнайтед». У дорослому футболі дебютував 11 жовтня 2018 року в Лізі зірок Катару в складі клубу «Аль-Духаїль». вийшовши на заміну в матчі проти клубу «Аль-Гарафа». У кінці 2018 року на правах оренди став гравцем іспанського клубу із Сегунди «Культураль Леонеса». У 2019 році «Аль-Духаїль» відправив Мохаммеда в оренду до іншого катарського клубу «Катар СК». У 2020 році футболіст грав у оренді в іншому катарському клубі «Аль-Аглі». У 2021 році, вже після повернення до основного клубу, Халед Мохаммед удруге відправився в оренду до «Аль-Аглі».

## Виступи за збірні
2015 року дебютував у складі юнацької збірної Катару, взяв участь в 11 іграх на юнацькому рівні. З 2018 року залучався до складу молодіжної збірної Катару. На молодіжному рівні зіграв у 4 офіційних матчах. У складі молодіжної збірної став учасником молодіжного чемпіонату світу з футболу 2019 року в Польщі.
3 січня 2019 року, після травми Ахмеда Моеїна, Халеда Мохамеда дозаявили до складу національної збірної Катару на розіграш кубку Азії в ОАЕ. На турнірі футболіст знаходився лише в запасі, що не завадило йому стати разом із командою переможцем турніру.

## Титули і досягнення
- Чемпіон Катару (1):

«Ад-Духаїль»: 2022-23
- Володар Кубка наслідного принца Катару (1):

«Ад-Духаїль»: 2023
- Володар Кубка зірок Катару (1):

«Ад-Духаїль»: 2022-23
Збірні
- Володар Кубка Азії з футболу (2): 2019, 2024